# Жакмар, Николя
Николя́ Жакма́р (фр. Nicolas Jacquemard; 1771—1835) — французский военный деятель, бригадный генерал (1814 год), барон (1813 год), участник революционных и наполеоновских войн.

## Биография
Поступил на службу добровольцем 27 августа 1791 года в 1-й батальон волонтёров Кот-д’Ора, служил в Северной и Альпийской армиях. В ходе осады Лиона, 29 сентября 1793 года, Жакмар бросился на пушку, защищающую редут у ворот Сен-Жюст, захватил её, но был тяжело ранен в голову и правую ногу. 6 октября 1793 года стал адъютантом генерала Лаборда в Рейнской армии. 5 мая 1798 года получил звание капитана в Майнце. 29 августа 1799 года, в ходе Дунайской кампании, был повышен до командира батальона.
До 6 мая 1800 года продолжал выполнять функции адъютанта, после чего был зачислен в штаб дивизии Келлермана, и отличился в сражении при Маренго. 22 марта 1802 года временно возглавил батальон в 44-м полку линейной пехоты (19 апреля 1803 года был утверждён в данной должности). Сперва служил в лагере Монтрёй, затем в лагере Брест. Его 44-й полк входил в состав пехотной дивизии Дежардена.
При возобновлении боевых действий он оказался с полком в 7-м корпусе Великой Армии. Участвовал в сражении при Йене. 8 февраля 1807 года получил несколько колотых ран при Эйлау. После роспуска дивизии Дежардена, отличился во время осады Данцига. 20 июля 1808 года получил звание майора, и стал заместителем командира в 44-м полку. 6 сентября 1808 года был переведён в том же звании в 24-й полк линейной пехоты в Арагонской армии. До конца 1812 года сражался в рядах Португальской и Южной армий на Пиренеях.
16 января 1813 года был произведён в полковники, и возглавил 43-й линейный. Однако, уже 8 апреля получил под своё начало 5-й вольтижёрский полк Молодой гвардии. Участвовал в Саксонской и Французской кампаниях. С января 1814 года оборонял Антверпен. 15 марта 1814 года получил звание бригадного генерала, и возглавил 2-ю бригаду в пехотной дивизии Янссенса 7-го корпуса.
С 1 сентября 1814 года оставался без служебного назначения. При известии о высадке Наполеона, королевское правительство отправило его 19 марта 1815 года в штабе корпуса маршала Нея. Перейдя на сторону Императора, 15 апреля стал комендантом департамента Пюи-де-Дом.
Отправленный в Рону 1 сентября, был 24 ноября уволен со службы. 1 мая 1832 года окончательно вышел на пенсию.

## Воинские звания
- Сержант (26 сентября 1792 года);
- Сержант (16 апреля 1793 года);
- Младший лейтенант (6 октября 1793 года);
- Капитан (5 мая 1798 года);
- Командир батальона (29 августа 1799 года);
- Майор (20 июля 1808 года);
- Полковник (16 января 1813 года);
- Бригадный генерал (15 марта 1814 года).

## Титулы
- Барон Жакмар и Империи (фр. baron Jacquemard et de l'Empire; 6 августа 1813 года)[1].

## Награды
Легионер ордена Почётного легиона (14 июня 1804 года)
 Офицер ордена Почётного легиона (19 апреля 1807 года)
 Коммандан ордена Почётного легиона (14 сентября 1813 года)
 Кавалер военного ордена Святого Людовика (19 июля 1814 года)